# Lista de personagens de The Boys
The Boys é uma equipe fictícia de operações não oficial da CIA, criada pelo coronel Greg Mallory para gerenciar, policiar e às vezes eliminar os "supers", os super-heróis da Vought-American. Além de ajudar na proteção da população sobre super-humanos fora de controle, é um meio para monitorar e garantir que os ditos super-heróis não seja usados em serviços de segurança nacional.
O nome "The Boys" deve-se à falta de um nome apropriado a equipe e que ficou pelo fato de expressão como "mandem 'os rapazes' fazer o serviço".
A série foi criada por Garth Ennis and Darick Robertson em 72 edições. Acesso em 08 de maio de 2020.</ref> e 3 mini-séries complementares.
Os nomes apresentados foram mantidos no original em inglês publicados nas revistas The Boys.

## Personagens

##### Billy Butcher (Billy Açougueiro)
- Billy Butcher  (Cujo nome verdadeiro é Willam Butcher)atual líder do The Boys, ex-militar britânico e veterano na Guerra das Malvinas. Possui físico grande, tem histórico de violência e se tornou mais brutal ao ser submetido ao Completo V. Costuma estar acompanhado de seu buldogue chamado de Terror. Foi o primeiro recrutado por Mallory para formar o grupo The Boys, após a morte da esposa Becky.

##### Hughie Campbell ou Wee Hughie (Hughie "Mijão")
- Hughie  (Cujo nome completo é Hugh Campbell Jr.) é escocês de um local chamado Auchterladle. Foi recrutado por Billy Butcher após sua namorada Robin ser estupidamente assassinada por A-Train, um membro da equipe The Seven[2]. Após um tempo no The Boys, recebeu Composto V para ampliar suas capacidades físicas[3]. Ele aprendeu a usar de forma irônica o termo "supers" ao conhecer cada vez mais a fundo as podridões do mundo dos "super-heróis". Com o tempo nos The Boys, o tímido e assustado Hughie amadurece e endurece sua postura, sem perder sua humanidade.

##### Mother's Milk(Leite Materno ou Filhinho da Mamãe - F.D.M.)
- Mother's Milk (Cujo nome verdadeiro é Marvin T. Milk) é natural de Nova York, ele foi afetado pelo Composto V ainda no útero materno, pois sua mãe trabalhou em uma fábrica de conservas que antes fora laboratório para produção desse composto. Foi recrutado por Billy Butcher quando estava preso no exército, após ter literalmente arrancado a cabeça de um oponente em uma luta de Box, devido sua força sobre humana que se manifestou, devido aos efeitos do Complexo V. Na infância, ele perdia peso e enfraquecia, sua saúde melhorava somente quando sua mãe o amamentava. Desde então ele mantém garrafas de leite materno enviado por sua mãe para manter sua saúde[4].

##### The Frenchman (Francês)
Francês   (Cujo nome verdadeiro é Serge) Ele é natural da vila de Franglais perto dos Pirenéus, Franchie, como se declara ser chamado por seus pais e amigos, retornou para casa após servir na Legião Estrangeira Francesa. Ficou desiludido após descobrir que sua amada Marie estava com outro, então foi para Paris onde foi recrutado por Billy Butcher para participar dos The Boys. Como os demais, ele recebeu aplicação do Composto V para ampliar suas capacidades físicas nas missões, além de usar seu conhecimento tático militar e em armamentos.

##### The Female(Fêmea ou Mulher)
Kimiko Miyashiro   Quando era criança, sua mãe trabalhava como secretária em uma grande corporação em Tókio no Japão, e a levava junto ao trabalho. Em uma de suas escapadas, ela entrou em um laboratório e caiu num balde com Composto V. O cientista responsável era Dr. Uderzo (uma referência ao criador de Asterix e seu amigo Obelix, o mesmo que caiu no caldeirão do druida com a poção mágica). Após descobrirem isso, a corporação convenceu sua mãe a ceder à custódia e a mantiveram cativa sob testes, até o pessoal dos The Boys a libertar e a recrutar. Ela praticamente não conversa e é muito feroz nas lutas corpo-a-corpo, principalmente em mutilar as faces de seus oponentes. Relaciona-se melhor com Francês, com quem demonstra relação mais humana, como sorrir ao ganhar seu doce favorito.

##### Tenente-Coronel Greg Mallory
- Mallory foi o líder original do grupo The Boys. Durante a II Guerra Mundial foi capitão do exército norte-americano e teve contato com a primeira leva de "supers" - "The Avenging Squad" -, enviados ao campo de batalha e que culminou em uma operação desastrosa. Após o fim da guerra, começou a trabalhar na CIA em um destacamento para monitorar super-heróis criados por empresas como a Vought-American, que se apropriaram do Composto V para criação de seus próprios "supers". Ele afastou-se do grupo The Boys após suas duas netas serem assassinadas por um membro da super equipe The Seven[7].

##### The Legend (O Lenda)
- Atua como um membro não oficial para The Boys. É um ex-editor da Victory Comics, responsável pela publicação dos títulos de histórias em quadrinhos dos super-heróis mantidos pela Vought-American. As histórias em quadrinhos passam às pessoas um ideal de super-heróis que está longe do que ocorre na vida real, com acidentes horrendos, crimes, orgias sexuais e drogas. Ele também é uma importante fonte de informação para The Boys, pois tem senha com acessos aos sistemas e arquivos sobre os "supers". O Lenda teve dois filhos, um morreu na Guerra do Vietnã devido à falha de um rifle de baixa qualidade produzido por uma subsidiaria da Vought-American. O segundo filho foi morto por Hughie; ele era Blarney Cock um membro de uma equipe de "supers" chamada Teenage Kix e filho de O Lenda com a Rainha Maeve[8].

#### Agentes da CIA vinculados ao The Boys

##### Susan L. Rayner
- Rayner foi oficial de campo no Afeganistão na década de 1980. É Diretora da CIA responsável para garantir recursos operacionais e financeiros para The Boys. Casada e com filhos, ela possui uma relação de sexo e ódio com Billy Butcher[2]. Durante a série ela sai da CIA para concorrer como senadora e instrui Kesller para dissolver The Boys, também não aprovou ele ser promovido a Diretor da CIA, no final ele se vinga de Rayner ao divulgar áudios comprometedores das cenas de sexo ardente e picante dela com Billy Butcher[9].

##### Sr. Kesller
- Kesller é um analista da CIA que trabalha com a Diretora Rayner. Apelidado de "Macaco" por Billy Butcher devido a uma situação cômica; quando ele acompanhou Billy Butcher no bordel de luxo frequentado por "supers" do Dr. Peculiar, dois macacos verdes "copularam" em suas orelhas. O evento ficou imortalizado depois que o Dr. Peculiar colocou uma estátua com o ato de Kesller e os macacos no bordel[10]. Kesller tem um fetiche por mulheres paraplégicas e incapacidade de ereção[11]. Ele alega que isso ocorreu devido às vezes que Billy Butcher o machucou na virilha para conseguir informações ou puni-lo. Em uma dessas vezes Billy enfiou uma banana em seu ânus e deixou que seu buldogue Terror o penetrasse.

#### Outros Personagens Relacionados

##### Becky Saunders
- Becky era assistente social em Londres na década de 1980, e convenceu Billy a se afastar da violência. Também ajudou a mãe de Billy a largar do pai, que sempre a agredia e a abusava. Seu nome completo era Rebecca Joanne Butcher e era a esposa de Billy Butcher. Durante sua jornada, Billy acredita que The Homelander a estuprara e matara[12], mas é revelado que fora Dark Noir, que usara o traje e fizera esta e tantas outras atrocidades ao se passar por The Homelander[13].

##### Love Sausage
- Vasilii Vorishikin, chamado de Vas, foi um ex-policial russo, ex-comandante de tanques soviéticos, ex-super-herói, comunista e atual proprietário de um bar em Moscou, onde serve um tipo de vodka, na verdade uma bebida feita com fluido de freio. Ele fica saudoso quando relembra seus anos no "Glorious Five Year Plan" (Glorioso Plano de Cinco Anos), uma equipe de cinco super-heróis no tempo do governo soviético; formada por: The Tractor, Purge, Red Banner e Collectivo, todos aposentados ou mortos. A pessoa de Vas é altruísta e muito amigável com The Boys, principalmente com Hughie. Possui super força e grande resistência física. Ao colocar seu velho uniforme, deixa claro que possui um pênis bem dotado (provavelmente essa é a origem de seu codinome), e tem dificuldades para corre caso tenha uma ereção; em uma das histórias ele diz que seios femininos são sua "Kriptonita", enquanto perseguem capangas em um clube de strip-tease. Em certa ocasião, The Female arrancou dois dedos de Vas quando a tocou, mas não guardou rancor por isso[14]. Também foi chamado para lutar ao lado de The Boys contra Stormfront[15]. Adiante, O Lenda conta a Hughie que Vas foi morto. Hughie recebera uma mensagem de Vas para acessar um endereço de e-mail, que revelou suas suspeitas sobre a verdadeira intenção de Butcher para acabar com todos os que receberam Composto V, além de somente os "supers"[16].

##### Dr. Jonah Vogelbaum
- Vogelbaum foi um cientista alemão que ganhou asilo dos Estados Unidos na década de 1930. Foi trazido pela Vought-American Consolidated, posteriormente a Vought-American, por ser criador do Composto V que dá super poderes às pessoas. Ele fugiu para os Estados Unidos para evitar que os Nazistas criassem seus super-homens. Vogelbaum é bastante citado nas histórias da revista The Boys, sem atuação efetiva como as demais personagens[17].

### Vought-American
A Vought American é uma corporação de negócios fictícia, e a grande antagonista da série The Boys, pois possui o monopólio sobre direitos de criação e imagem dos super-heróis, ou "supers" como são chamados, além de suas franquias e derivados.
Durante a II Guerra Mundial chamava-se Vought American Consolidated e tentou inserir super-heróis na defesa dos EUA, além de armamento convencional. Tanto que seu primeiro produto foi um modelo de avião com defeitos, que matou e feriu muitos pilotos americanos. Na Guerra do Vietnã muitos soldados americanos morreram devido às falhas em um fuzil de baixo custo, ganho em uma licitação pela Vought.
Essas falhas e continuidade de contratos de fornecimento revelam sua força e penetração desta empresa no governo.
A Vought-American tenta vender "super-heróis" como um produto de segurança nacional e não consegue por um bom tempo, isso ocorre devido às incertezas sobre a capacidade dos heróis e à força de outras empresas fornecedoras de produtos militares do governo. O acordo que vigora com o governo é o de que os super-heróis não possuam autoridades policiais ou interfiram em serviços de segurança do governo. Dessa forma, os super-heróis da Vought-American não recebem treinamentos de segurança ou de resgate, para não serem vistos como competidores ou mesmo uma ameaça.
Após consolidar o monopólio de "super-heróis", principalmente com a fama da equipe The Seven, a Vought-American planeja mudar o jogo do tradicional complexo industrial militar dos EUA, com a introdução de "super-heróis" para substituir armamentos e militares convencionais.
The Seven tenta resgatar um avião de passageiros sequestrado por terroristas, após uma série de falhas e equívocos de seus membros, por não dominarem táticas de ação ou conhecimentos sobre aviação, faz com que o avião cai sobre a ponte do Brooklyn em Nova York, em 11 de setembro. Outros aviões que sequestrados, com alvos como o World Trade Center foram derrubados pela força aérea.
A Vought-American não consegue obter contratos de defesa por meios legais, então tenta derrubar o governo russo com a produção de "super vilões", por intermédio de uma mafiosa russa chamada Czarina Nina. Também atua na manipulação sobre o 11 de setembro e também está envolvida no assassinato do atual presidente dos EUA; na série The Boys, o presidente é Robert "Dakota Bob" Shaefer.
É proprietária da Victory Comics, editora de histórias em quadrinhos que passa a boa imagem de super-heróis e a Red River, uma empresa paramilitar privada, que faz tanto a segurança da Vought-American, como serviço sujo, também mantém agentes secretos infiltrados no serviço secreto do governo americano.
Após os eventos do ataque de "supers" em Washington, Vought-American é obrigada a prestar esclarecimentos ao Congresso e consegue se esquivar ao arranjar um bode expiatório. Então muda seu nome para American Consolidated e continua seus negócios.

Principais Equipes e Super-Herói Mantidos Pela Vought-American

#### The Seven (Os Sete)
É a principal equipe da Vought-American, como todas as demais equipes e heróis solo, foram criados a partir de injeção do Composto V aprimorado em fetos de mulheres que ninguém sentiria falta, pois todas elas morreram ao dar a luz. Como resultados, obtiveram super-heróis mais poderosos que os demais. Seus membros se preocupam mais com dividendos de merchandising do que os ideais vendidos ao público através da mídia, licenciamentos e de histórias em quadrinhos publicados pela editora Victory Comics.
Há alguns anos, eles revelaram muita incompetência em evitar que um avião sequestrado caísse na ponte do Brooklyn em 11 de setembro. Na época, isso esfriou as negociações da Vought-American com o Governo Norte-Americano para que "supers" atuassem em operações militares, para substituir tecnologia militar.
O grupo possui um acordo com The Boys para não agressão devido fotos comprometedoras dos membros de The Seven.
Esse grupo é uma clara analogia à formação clássica da Liga da Justiça, com nuances da sua contraparte nada inspiradora de uma realidade paralela, o Sindicado do Crime, ambos da DC Comics.

##### The Homelander
- The Homelander/Capitão Pátria (codinome de John Gillman) é o mais poderoso membro de The Seven. Devido ao uso de seus poderes desenvolveu senso de megalomania e descaso todos ao redor, embora mantenha as aparências para o público, como um exemplo inspirador a ser seguido. Possui super força, velocidade, voo, visão de calor e super audição. A Vought-American vendeu a história que ele é um alienígena que caiu e foi encontrado nos Estados Unidos. Na verdade ele foi gerado e cresceu em um laboratório da Vought-American, e foi apresentado ao mundo por volta dos dezoito anos, enquanto vivia em um local com uma bomba de hidrogênio ao lado, caso perdessem o controle sobre ele[19].

##### Black Noir
- Black Noir (Earving) apresenta-se com aspecto sombrio em seu traje totalmente escuro, como um ninja. Possui super poderes como The Homelander. Durante a história ele praticamente nunca fala, salvo insinuações e risadas sádicas. Até ele finalmente revelar as atrocidades que fez com as pessoas e seu verdadeiro objetivo. Ele revela-se como um clone de The Homelander. Foi criado pela Vought-American, para ser ativado por um código secreto, caso o mais poderoso membro de The Seven perdesse o controle[13].

##### Queen Maeve
- Rainha Maeve (Maggie Shaw) possui superforça, invulnerabilidade e a capacidade de voar. Ela é ressentida com os demais membros do grupo por eventos que ocorreram no passado. É comum vê-la bebendo Martinis na base flutuante da equipe.[25] Maeve é o nome de uma rainha irlandesa celta, cultuada como deusa.

##### A-Train
- A-Train/Trem-A (Reggie Franklin) possui super velocidade, substituiu Mister Marathon. A falta de responsabilidade com uso de suas habilidades fez com que a namorada de Hughie morresse.[2]

##### The Deep
- The Deep/Profundo (Kevin Moskowitz) É um super-herói dos Sete cuja imagem, vendida pela Vought-American, é a de 'Rei dos Mares'. Seus poderes incluem se comunicar com animais marítimos e fazer eles seguirem seus comandos. É o mais desprezado dos The Seven[25].

##### Jack from Jupiter
- Jack de Jupiter, devido à sua aparência, é apresentado pela Vought-American como um suposto extraterrestre. Para ativar suas habilidades ele precisa dizer sua palavra secreta, Carpo (nome de um satélite de Júpiter) para ficar invulnerável. Ele é capaz de voar e carregar membros que não voam em missões. Ele saiu publicamente do grupo devido a um escândalo sexual, após vazamento de fotos dele em sexo grupal com travestis no bordel de luxo do Dr. Peculiar[26].

Nota:esse personagem é exclusivo dos quadrinhos 

##### The Lamplighter
- Seus poderes são canalizados de um artefato parecido com uma tocha, que usa para voar, emanar clarões de luz ofuscantes ou energia com poder destrutivo. Também tem grande resistência física. Após assassinar as netas de Mallory devido um desentendimento entre os dois grupos, ele é entregue por The Homelander para The Boys para encerrar o conflito e Mallory o mata[27]. Seu corpo é reanimado, mas sua mente continua vegetativa, então ele é mantido em uma cela na base flutuante de The Seven[28]. Após um processo de seleção ele foi substituído por Starlight pela Vought-American, com todo acompanhamento midiático e campanhas publicitárias[29].

##### Starlight
- Starlight/Luz-Estrela (Annie January) é o membro mais recente do grupo. Ela pode voar e pode emitir luz ofuscante, ela afirma ter audição ampliada caso se concentre. Antes de ingressar em The Seven, ela participava de outra super equipe, a Young Americans, e uma organização conservadora cristã. Ao entrar em The Seven impressiona-se com o comportamento dos seus membros, que discutem mais sobre royalties de merchandising do que com o bem estar das pessoas - como apresentado pelo marketing da empresa. Ficou chocada ao se sentir obrigada a fazer sexo oral com The Homelander, Black Noir e A-Train ao mesmo tempo, ou deixar o grupo[29]. Frustrada com essa e outras humilhações, ela começa a planejar em sair de The Seven, por não encontrar suporte de ninguém do grupo. Annie acaba conhecendo Hughie[30], com quem começa a se relacionar e namorar, sem um saber o que ou outro realmente faz[31]. Durante o relacionamento, Billy Butcher descobre a ligação entre os dois e faz com que Hughie veja os vídeos do sexo oral, como se ele descobrisse por si só[32]. Depois de se afastarem e com o desenrolar dos eventos entre The Boys e The Seven, ambos superam isso e ficam juntos[9].

##### Mister Marathon
- Mister Marathon (Chad Michael Collins) é o predecessor de A-Train como velocista do grupo, morreu durante a tentativa desastrosa em salvar o avião sequestrado por terroristas no 11 de setembro.[23]

Nota:essa morte só é aplicável nos quadrinhos

#### Payback
Um grupo antecessor do "The Avenging Squad" criado por volta de 1940, para lutar contra os nazistas nas II Guerra Mundial, mas que falhou desastrosamente em sua primeira aparição e todos os seus membros foram mortos. Em 1950, A Vought-American criou uma segunda versão, "Crimefighters Incorporated", eles foram usados para identificar futuros super-heróis, também foi utilizada para acostumar às pessoas com a presença de super-heróis na sociedade.
Na mini-série Herogasm, há referência que em algum momento do passado, os membros atuais do Payback já tentaram se juntar ao The Seven em testes de seleção.
A equipe foi aniquilada quando atacou The Boys, mesmo com alguns "supers" poderosos, não souberam usar suas capacidades de forma tática como o pessoal de Billy Butcher.
Seus personagens são referências aos Vingadores e o grupo Os Invasores, que lutou na II Guerra Mundial, ambos da Marvel.
Membros: Tek Knight, Soldier Boy, Stormfront, Swatto, Mind Droid, Crimson Countess e Eagle the Archer.
Destacam-se na equipe Payback:

##### Tek Knight
- É um dos membros fundadores do Payback e ex-líder do Maverikz, outra equipe. O atual Tek Knight é a terceira pessoa com essa identidade. Tek Knight é um herói diferente, pois usa traje tecnológico avançado com vários recursos, além de lhe dar super força e capacidade de voo; também possui vários veículos em sua caverna. Diferente dos demais, ele não recebeu Composto V. Foi um dos poucos heróis que teve um ajudante mirim, Laddio, o atual é o terceiro; o primeiro foi morto em combate e o segundo tem uma carreira solo como o herói Swingwing. Nunca chamou a atenção de The Boys por não fazer nada desabonador, depravado, imoral ou criminoso como os demais "supers". Billy Butcher o descreveu como uma pessoa chata e boa, mas homofóbica. Um tumor cerebral "do tamanho de um punho" fez com que Tek Knight tivesse um desejo irresistível de fazer sexo com qualquer coisa, por isso enviou seu ajudante para viajar e conhecer outras equipes. Tek Knight chegou a ser investigado pelos The Boys sobre o assassinato de um jovem gay, mas concluiu-se que não tinha envolvimento, então seu mordomo divulgou sobre suas compulsões sexuais desenfreadas, devido ao tumor. A imprensa o chamou de "Herói Homo", então foi demitido da equipe Payback. Pouco tempo depois Tek Knight morre quando salva mãe e filho de serem esmagados por um carrinho de mão com tijolos. Enquanto morria, Tek Knight ficou alucinado e se viu salvando o mundo; ele se viu voando espaço com sua armadura tecnológica para impedir que um meteorito caísse na Terra. Em seu delírio sexual, quando ele penetrou o meteorito, a rocha explodiu em um estrondoso e sacrificante orgasmo para salvar o mundo[35]. Tek Knigth apresenta relação com características do Homem de Ferro da Marvel e com o Batman da DC Comics.

Nota:essa versão é a dos quadrinhos

##### Stormfront
- É o membro mais poderoso do Payback e um dos super-humanos mais poderosos, com força sobre-humana, durabilidade, voo e a capacidade de exalar raios de sua boca. Ele também envelhece lentamente; apesar de ter 70 anos, aparenta a vitalidade de um homem com metade da idade. Seu nome e história de ficção vendida ao público o retratam como um Viking reencarnado. Na realidade, ele veio com Jonah Vogelbaum como o único produto do Programa V do Terceiro Reich, em 1938. Ainda jovem recebeu uma versão única e potente do Composto V[19]. O cientista Vogelbaum percebia Stormfront como um perigo, devido à sua profunda crença na ideologia nazista e recomendou que os americanos da Vought-American o destruíssem. Em vez disso, eles usaram material genético retirado de Stormfront como base para os experimentos que criariam The Homelander e o Black Noir. A personagem é um reflexo distorcido do Superman da DC Comics sobre a visão incorreta do Nazismo sobre o Übermensch apresentado por Nietzsche. Uma personagem antiga que pode se referir a Stormfront é o Capitão Nazista um antigo rival do Shazam, ambos da DC Comics.

Nota:essa versão é a dos quadrinhos pois a versão da série tem o gênero oposto e não tem relação com o payback

##### Soldier Boy
- É o líder "eleito" de Payback. Ele se mantém de modo inocente, sem perceber a depravação ao seu redor. Na mini-série Herogasm, ele interpreta o sexo com Homelander como um teste para ele se juntar a The Seven. Também costuma recitar o nome de Estados dos EUA enquanto está envolvido em batalha. Alega ter lutado na II Guerra Mundial, mas isso não é verdade, pois houve dois Soldier Boys anteriores ao atual. O primeiro estava com Greg Mallory na II Guerra Mundial, e enviou os voadores do "The Avenging Squad" para procurar soldados nazistas sem autorização ou conhecimento de táticas militares. Isso permitiu que o inimigo localizasse e atacasse o campo do Exército Norte-Americano e causasse um massacre. A personagem é uma paródia inocente e cheia de ideais do Capitão América da Marvel.

Nota:essa versão é a dos quadrinhos 

G-Men
É uma franquia de equipes mais lucrativas e mais populares da Vought-American, por vender a imagem ao público como se fossem párias oprimidos, órfãos e fugitivos, embora todos sejam extremamente ricos devido aos dividendos de merchandising.
Os G-Men possuem seis equipes derivadas: G-Force, G-Brits, G-Nomads, G-Coast, G-Style e G-Wiz. Contrário a aprovação da Vought-American, o telepata John Godolkin, mestre e professor dos G-Men, crio uma equipe infantil chamada Pre-Wiz. As equipes G-Coast e G-Style são inteiramente compostas por afro-americanos e vivem em disputas sem sentido, especialmente com a morte de um colega chamado 2-Cool.
Durante a história, é revelado que Godolkin sequestrou seus membros quando eram crianças e os condicionou a amar ser G-Men, sempre dando o que queriam. Godolkin também os abusa sexualmente desde a infância. Além da questão de sequestros de crianças e pedofilia, os executivos da Vought-American identificaram que eles geraram um grande passivo de relações públicas.
Antes de um confronto iminente com The Boys na Mansão G, todas as equipes do G-Men foram massacradas por agentes fortemente armados do Red River (guarda paramilitar dessa empresa). No final, o Pre-Wiz foi jogado de um avião de carga durante pleno voo, dentro de um contêiner na costa da Islândia.
Seus personagens e situações apresentadas são paródias distorcidas dos X-Men da Marvel e de toda a franquia X, com séries e mini-séries de equipes e personagens solo.
Membros G-Men: John Godolkin, Five-Oh, Cold Snap, Silver Kincaid, Nubia, Critter, Groundhawk, The Divine, The Flamer, Europo e Stacker.
Membros G-Wiz: Buzz Cut, Pinwheel, Dime-Bag, Jetlag, Airburst e Discharge. Também há Dude With No Name, um cara com braço e perna de metal e rosto coberto com bandagens, que foi ferido seriamente durante um ritual de iniciação, vive encostado no sofá e é cuidado pelo pessoal da equipe.
Alguns membros do G-Force: Pusspuss e Luckless.
Alguns membros do G-Style: King Helmet, The Reptilian, Born Free e Pit Stop.
Alguns membros do G-Coast: Emellkay, Homefry e 5x5.
Alguns membros do Pre-Wiz incluem: Cat O'Mite, Baby Blue e Wispo.

#### Young Americans
É uma das duas principais equipes de super-heróis adolescentes, apresentam-se ao público como bem-humorados e patrióticos. Possuem relações com jovens republicanos, grupos de jovens cristãos e outras organizações conservadoras. Passam a imagem de jovens comportados ao público. Não há uma relação direta com super-heróis adolescentes de outras editoras, tanto os nomes como trajes de seus membros referem-se a valores inspiradores patrióticos ou religiosos.
Membros: Drummer Boy, The Standard, General Issue e Holy Mary.

#### Teenage Kix
Outro grande grupo de adolescentes inspirados no comportamento da Geração Y, que se apresenta de um jeito mais rebelde ao público. Nas histórias The Boys observam a equipe frequentar bordéis para "comemorar" mais uma missão arranjada pelo pessoal da Vought-American para divulgação.
Membros: Big Game, DogKnott, PopClaw, Blarney Cock, Whack Job, Gunpowder e Shout Out.

#### Fantastico
É um grupo de quatro heróis fantásticos com referência ao Quarteto Fantástico da Marvel. Aparecem na capa da mini-série Herogasm 3, quando o membro da equipe com o corpo feito de tijolos cinza, The Doofer, cai do alto do hotel devido a uma overdose. Eles participam como pano de fundo em The Boys, como outros citados, para mostrar a quantidade e diversidade de "supers" mantidos pela Vought-American.
Membros: The Doofer, Reacher Dick, Invisi-Lass, um quarto membro com poderes baseados em fogo não foi nominado.

#### Paralytic
É um grupo de pessoas aprimoradas ciberneticamente, com membros protéticos, além de órgãos e acessórios biomecânicos, que enfrentam The Boys e são massacrados. É uma paródia de personagens com estilo cyber punk da década de 1990, como Cable da Marvel e da equipe Cyber Force publicado pela Image Comics.
Membros: Trojan, Astroglide, Lady Arklite, Strap-on, Stopcock, The Truncheon.

#### Team Titanic
Uma equipe formada basicamente por ex-companheiros mirins de heróis que ficaram adultos. Foram criados pela Vought-American para atrair o mercado adolescente. Conforme ficam mais velhos, outras equipes mais jovens foram criadas, então em suas histórias pela Victory Comics eles começaram a enfrentar quem não se encaixava em nenhum outro lugar. A Vought-American os realoca de anos em anos, para revigorar a equipe ao público ou evitar problemas, como ocorreu com um membro chamado Malchemical, que foi transferido para outra equipe chamada Super Duper, após usar suas habilidades de mudança de forma para fazer sexo com a namorada do líder do Team Titanic. Embora sejam poderosos, Team Titanic não possuem um foco definido nas histórias, quando apareceram reclamaram das condições de manutenção de sua torre. Estão sediados em Cleveland e vivem em sua "Star Tower". Em The Boys são apresentados como uma paródia distorcida da equipe os Novos Titãs, da DC Comics.
Membros: Country Mama, Dry-Hump, Earl Mulch, Gumchum, Jimmy the One, Muzzeltov, Regina Dentata, Snaffletwat, and The Starlike.

#### Super Duper
Uma equipe de "quinta categoria" da Vought-American, formada por "supers" com habilidades duvidosas e de baixo potencial, alguns possuem deficiências não explícitas ou limitações mentais. O grupo é formado por adolescentes ingênuos e bem visto pela vizinhança, suas "patrulhas" resumem-se a passeios pelo bairro para ajudar as pessoas, como atravessar a rua e tirar gatos de árvores, como mostrado.
Após descobrir seu envolvimento com Annie January, Starlight de The Seven, Billy Butcher fica em duvida se Hughie é confiável, por suspeitar que seja um agente infiltrado da Vought-American, então o envia para investigar o Super Duper; contrariado Hughie cumpre a ordem. Após Hughie ajudar um dos rapazes a se desafogar em uma sorveteria, facilmente ele fica amigo da equipe e consegue instalar equipamentos de espionagem na casa da equipe. Hughie percebe que eles realmente têm o espírito de heróis, pois acreditam na verdade e na justiça e eles querem fazer do mundo um lugar melhor, sem pedir nada em troca.
O ponto alto é quando Malchemical derruba Hughie, após ele tentar evitar o estupro de duas das adolescentes da equipe. Billy Butcher, que estava espionando Hughie, vê que a coisa vai ficar feia, interfere e salva todos, ao fazer Malchemical ser consumido pelo fogo do isqueiro de Billy ao se transformar em uma forma gasosa.
Nas publicações da Victory Comics a equipe Super Duper é apresentada como vinda do futuro, uma tímida sátira à formação adolescentes da Legião dos Super-Heróis da DC Comics.
Membros: Auntie Sis, Ladyfold, Stool Shadow, Kid Camo, Klanker, Black Hole, and Bobbie Baoding.

#### Maverikz
São um grupo de super-heróis formado e originalmente liderado por Tek Knight, que depois os deixou para fundar a equipe Payback. Então se tornam um time de super-heróis da lista C sem liderança. Eles são convocados pela Vought-American para eliminar The Boys, mas são brutalmente vencidos pela turma de Billy. Hughie chega a maltratar com excesso um dos membros do Maverikz até Billy Butcher interferir. Os nomes dos membros da equipe não são citados na edição 31 de The Boys, eles aparecem apenas com trajes brancos e aspirações em crescer às vistas da Vought-American.

#### Oh Father
É um super-herói afro-americano e pregador religioso de uma mega-igreja. Ele lidera um grupo de 12 crianças com super habilidades, chamada de Sidekicks 12, uma referência bizarra aos 12 apóstolos. Durante suas aparições está implícito que Oh Father abusa sexualmente das crianças, The Homelander comenta sobre isso sem dar importância. Oh Father possui poderes de voo e força sobre-humana. Ele também possui um trânsito fácil entre os grupos de heróis, por isso The Homelander entra em contato com Oh Father para articular seus planos.